# USS Freedom (LCS-1)
USS Freedom (LCS-1) — головной корабль типа Freedom (класса littoral combat ship, вариант LCS-1), находящийся в составе ВМС США.

## История строительства
Строительство головного корабля однокорпусного варианта типа LCS-1 было начато в 2005 году командой Lockheed Martin/Marinette Marine/Gibbs & Cox при участии Bollinger Shipyards.
Корабль был заложен 2 июня 2005 года на судоверфи [arinette Marine (город Маринетт, штат Висконсин). Согласно первоначальным планам ввод корабля в боевой состав планировался в начале 2007 года, а к середине того же года ожидалось его прибытие на ТОФ ВМС США к месту постоянного базирования — ВМБ Сан-Диего.
Однако рост стоимости строительства внёс свои корректуры в графики строителей, и фактический ход событий развивался так:
- Сентябрь 2006 года — спуск корабля на воду.
- 12 января 2007 года из-за удорожания работы были приостановлены на 90 суток. Специалистами ВМС был произведён анализ роста стоимости кораблей данного типа, на основе которого вынесено предложение о внесении изменений в контракт, предусматривающие фиксированную стоимость проекта. Компанией данное предложение было отвергнуто, в результате чего 12 апреля 2007 года министр ВМС США Д. Винтер объявил о приостановке действия контракта до окончания оценки возможностей уже построенных первых двух кораблей типа LCS-1 (компании Lockheed Martin) и LCS-2 (компании General Dynamics).
- 25 апреля 2007 в районе носовой части корабля LCS-1 произошло возгорание, на тушение которого потребовался один час. Расследование причин и устранение последствий продолжалось до 21 июня. По заключению комиссии возгорание было случайным в результате проведения сварочных работ. Оценочная стоимость ущерба составила примерно 3,5 млн долл. Пожар привёл к двухнедельному отставанию в графике работ. Ко времени пожара LCS-1 был готов на 80 %.
- Весной 2008 года первый корабль класса LCS-1 производства компании Lockheed Martin начал проведение испытаний всей системы приведения корабля в движение, исключая газовые турбины, а с 28 июля по 21 августа проходил испытания на озере Мичиган с целью тестирования систем буксировки, связи и навигации. Несмотря на то, что, по мнению комитета по инспектированию и наблюдению ВМС, «корабль боеспособный, готов к инспектированию, хорошо построен», члены комитета по закупкам отмечают, что проведены испытания не всех систем корабля. Так, например, он не смог произвести стрельбы, так как некоторые виды вооружения, планируемые к установке на корабли данного класса, все ещё находятся в стадии разработки.
- Август 2008 — успешное завершение ходовых испытаний после окончания постройки.
- 8 ноября 2008 — введён в состав ВМС США в Милуоки.
- 8 сентября 2009 года — завершил двухмесячный гарантийный ремонт на ВМБ «Норфолк». В ходе ремонта наряду с устранением недоработок произведён монтаж ряда систем и оборудования (в том числе погрузочно-разгрузочных устройств, аппаратуры спутниковых систем связи, части навигационного оборудования и узлов боевых систем).

## История службы
- 13—21 ноября 2009 — индивидуальная отработка вопросов БП в ходе подготовки к первой боевой службе. Действовал вместе с кораблями АУГ АВМА № 69 «Эйзенхауэр» в районе юго-восточного побережья США.
- В середине января 2010 года корабль загрузился на ВМБ «Норфолк» необходимыми модулями, оружием и боеприпасами.
- 26 января 2010 — прибыл на пункт базирования Мейпорт для проведения окончательного этапа подготовки к своему первому развёртыванию в передовую зону ОЮК/4 ОФ в средине февраля 2010 года.
- 17 февраля 2010 — корвет убыл из пункта Мейпорт на первую боевую службу, которая проходила в районах атлантического и тихоокеанского побережья Центральной и Южной Америки.
- 22 февраля 2010 — Карибское море, район побережья Колумбии. Первый перехват быстроходного катера, перевозившего наркотики, захвачено почти четверть тонны кокаина. На борту, кроме военнослужащих США, подразделение панамских сил безопасности, взятое для совместной деятельности против контрабанды наркотиков в ходе операции «Operation Conjuntos».
- 3 марта 2010 — Карибское море, район побережья Колумбии. Задержано 5 подозрительных судов. За период с 22 февраля по 3 марта захвачено около 1680 кг наркотиков.
- 11 марта 2010 — Карибское море, район побережья Колумбии. Перехват быстроходного катера, перевозившего наркотики. Захвачено 72 тюка кокаина общим весом около 2125 кг.
- 19 марта 2010 — прибытие в Картахену (Колумбия) по плану Договора о коллективной безопасности в зоне Центральной Америки и в ходе своего первого развёртывания на боевую службу.
- 25 марта 2010 — прошёл Панамским каналом из Карибского моря в Тихий океан, зашел в Панама-Сити.

«Фридом» будет выведен в резерв 30 сентября 2021 года.